# وانغ هي
وانغ هي (بالصينية: 王鹤) هو متسابق يخت صيني، ولد في 9 نوفمبر 1988.

## وصلات خارجية
- وانغ هي على موقع أوليمبيديا (الإنجليزية)
- وانغ هي على موقع اللجنة الأولمبية الصينية (الإنجليزية)